# You Might
You Might è un singolo dei rapper statunitensi Lil Tracy e Lil Raven, pubblicato il 24 febbraio 2018

## Tracce
1. You Might – 2:32